# RGS17
RGS17 (англ. Regulator of G protein signaling 17) – білок, який кодується однойменним геном, розташованим у людей на короткому плечі 6-ї хромосоми. Довжина поліпептидного ланцюга білка становить 210 амінокислот, а молекулярна маса — 24 359.
| 10         |  | 20         |  | 30         |  | 40         |  | 50         |
| ---------- |  | ---------- |  | ---------- |  | ---------- |  | ---------- |
| MRKRQQSQNE |  | GTPAVSQAPG |  | NQRPNNTCCF |  | CWCCCCSCSC |  | LTVRNEERGE |
| NAGRPTHTTK |  | MESIQVLEEC |  | QNPTAEEVLS |  | WSQNFDKMMK |  | APAGRNLFRE |
| FLRTEYSEEN |  | LLFWLACEDL |  | KKEQNKKVIE |  | EKARMIYEDY |  | ISILSPKEVS |
| LDSRVREVIN |  | RNLLDPNPHM |  | YEDAQLQIYT |  | LMHRDSFPRF |  | LNSQIYKSFV |
| ESTAGSSSES |  |            |  |            |  |            |  |            |

A: Аланін

C: Цистеїн

D: Аспарагінова кислота

E: Глутамінова кислота

F: Фенілаланін

G: Гліцин

H: Гістидин

I: Ізолейцин

K: Лізин

L: Лейцин

M: Метіонін

N: Аспарагін

P: Пролін

Q: Глутамін

R: Аргінін

S: Серин

T: Треонін

V: Валін

W: Триптофан

Кодований геном білок за функціями належить до активаторів гтфаз, фосфопротеїнів, інгібіторів передачі внутрішньоклітинних сигналів. 
Локалізований у цитоплазмі, ядрі, мембрані, клітинних контактах, синапсах, синаптосомах.